# Borat Subsequent Moviefilm
Borat Subsequent Moviefilm (bra: Borat: Fita de Cinema Seguinte / prt: Borat, o Filme Seguinte) é um filme de comédia e mocumentário estadunidense de 2020 dirigido por Jason Woliner. O filme é estrelado por Sacha Baron Cohen, como o repórter cazaque fictício Borat Sagdiyev, e Maria Bakalova como sua filha Tutar, que é oferecida como noiva ao vice-presidente Mike Pence. O longa-metragem é uma continuação de Borat: Cultural Learnings of America for Make Benefit Glorious Nation of Kazakhstan, de 2006.
Embora Baron Cohen tenha dito em 2007 que ele havia aposentado o personagem Borat, o ator foi flagrado no disfarce em 2019 e foi visto em filmagens durante a pandemia de COVID-19 no início de 2020, aumentando as especulações de que um possível segundo filme do Borat seria lançado. O projeto foi oficialmente anunciado em setembro de 2020 e os direitos de distribuição foram adquiridos pela Amazon Studios. Borat Subsequent Moviefilm foi lançado em 23 de outubro de 2020 no Prime Video. O filme recebeu elogios da crítica pelo desempenho de Baron Cohen e Bakalova, bem como pelos comentários sobre a cultura americana. Em 2021, foi indicado ao Oscar nas categorias de melhor atriz coadjuvante para Maria Bakalova, e melhor roteiro adaptado.

## Elenco
- Sacha Baron Cohen como Borat Margaret Sagdiyev, um repórter cazaque que adquiriu fama internacional e notoriedade após o lançamento de Borat e que esteve preso no Cazaquistão pelos últimos 14 anos por trazer vergonha ao país.[4]
- Maria Bakalova como Tutar Sagdiyev, a filha adolescente de Borat.[5][6]
- Dani Popescu como o premier Nazarbayev, versão fictícia do líder do Cazaquistão Nursultan Nazarbayev.[7][8][9]
- Tom Hanks como ele mesmo
- Manuel Vieru como Dr. Yamak (Lágrimas de Cigano), que infecta Borat com o novo coronavírus e o transforma em paciente zero da pandemia.
- Miroslav Tolj como Nursultan Tulyakbay, o odiado vizinho de Borat que rouba sua família e pertences enquanto Borat esteve na prisão.
- Alin Popa como HueyLewis / Jeffrey Epstein Sagdiyev, filho de Borat
- Ion Gheorghe como Bilak Sagdiyev, filho de Borat
- Nicolae Gheorghe como Biram Sagdiyev, filho de Borat
- Marcela Codrea como uma moradora do vilarejo
- Luca Nelu como um morador do vilarejo
- Nicoleta Ciobanu como Babuska

Mike Pence e Rudy Giuliani apareceram no filme como eles mesmos.
Os espectadores que aparecem no filme incluem o vendedor Brian Patrick Snyder, a influenciadora digital e sugar baby Macy Chanel, o Pastor Jonathan Bright, dono do centro pró-vida, a coach de debutantes Jean Sheffield, o cirurgião plástico Charles Wallace, a babá Jeanise Jones, o dono da barbearia Alan "Randy" Knight, o clube de Mulheres Republicanas de Hillsborough, e os crentes na teoria da conspiração QAnon Jerry Holleman e Jim Russell, enquanto a sobrevivente do holocausto Judith Dim Evans faz uma participação póstuma.
Sid Miller, Donald Trump, e Donald Trump Jr. estavam originalmente no filme, mas suas cenas foram cortadas. A comediante Luenell também possuiu cenas no filme como a personagem Luenell, prostituta que casa-se com Borat no final do primeiro filme, mas suas cenas foram cortadas.

## Produção

### Desenvolvimento

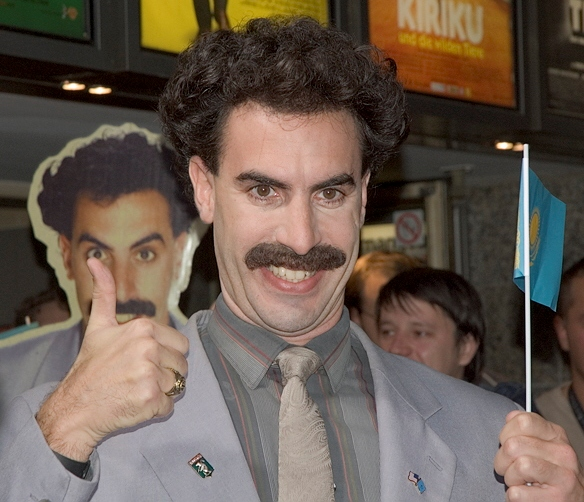
Sacha Baron Cohen caracterizado como Borat na estreia do primeiro filme em Colônia em 2006. Baron Cohen estava inicialmente hesitante em fazer uma continuação e aposentou o personagem em 2007. Borat voltou apenas em 2018 em uma campanha a favor do voto.

Rupert Murdoch anunciou no início de fevereiro de 2007 que Baron Cohen havia assinado para fazer outro filme do Borat com a 20th Century Fox, distribuidora do primeiro filme. Baron Cohen posteriormente disse que Borat seria descontinuado, pois o ator já era muito conhecido para evitar ser detectado, como fez no primeiro filme e em Da Ali G Show. Um porta-voz da Fox disse mais tarte que era cedo demais para planejar tal filme, embora a empresa estivesse simpática à ideia. Em 2014, Baron Cohen voltou com o personagem para a série da FXX Ali G: Rezurection, uma compilação de esquetes do Da Ali G Show com novas cenas. O ator também apareceu brevemente como Borat em dezembro de 2015 em um episódio do Jimmy Kimmel Live! para promover o filme Grimsby e novamente em novembro de 2018 para encorajar o voto nas eleições de meio de mandato dos Estados Unidos. Nos dois anos que antecederam o lançamento do filme, o ator passou a preocupar-se mais em ser politicamente ativo, dando palestras e entrevistas presenciais para combater o racismo; Baron Cohen insistiu em lançar o filme imediatamente antes da eleição para provocar alarme entre os americanos sobre um possível início de uma democracia iliberal no país.

### Filmagens
Uma pegadinha filmada no final de 2019 envolveu uma entrevista com o comissário de agricultura do Texas Sid Miller, seguida por uma viagem para um campo de treinamento em Arlington, Texas; as cenas foram cortadas do filme mas aparecem no trailer. Em fevereiro de 2020, Baron Cohen foi flagrado vestido como Donald Trump ao interromper a Conservative Political Action Conference (CPAC), embora sua identidade não tenha sido revelada na época.

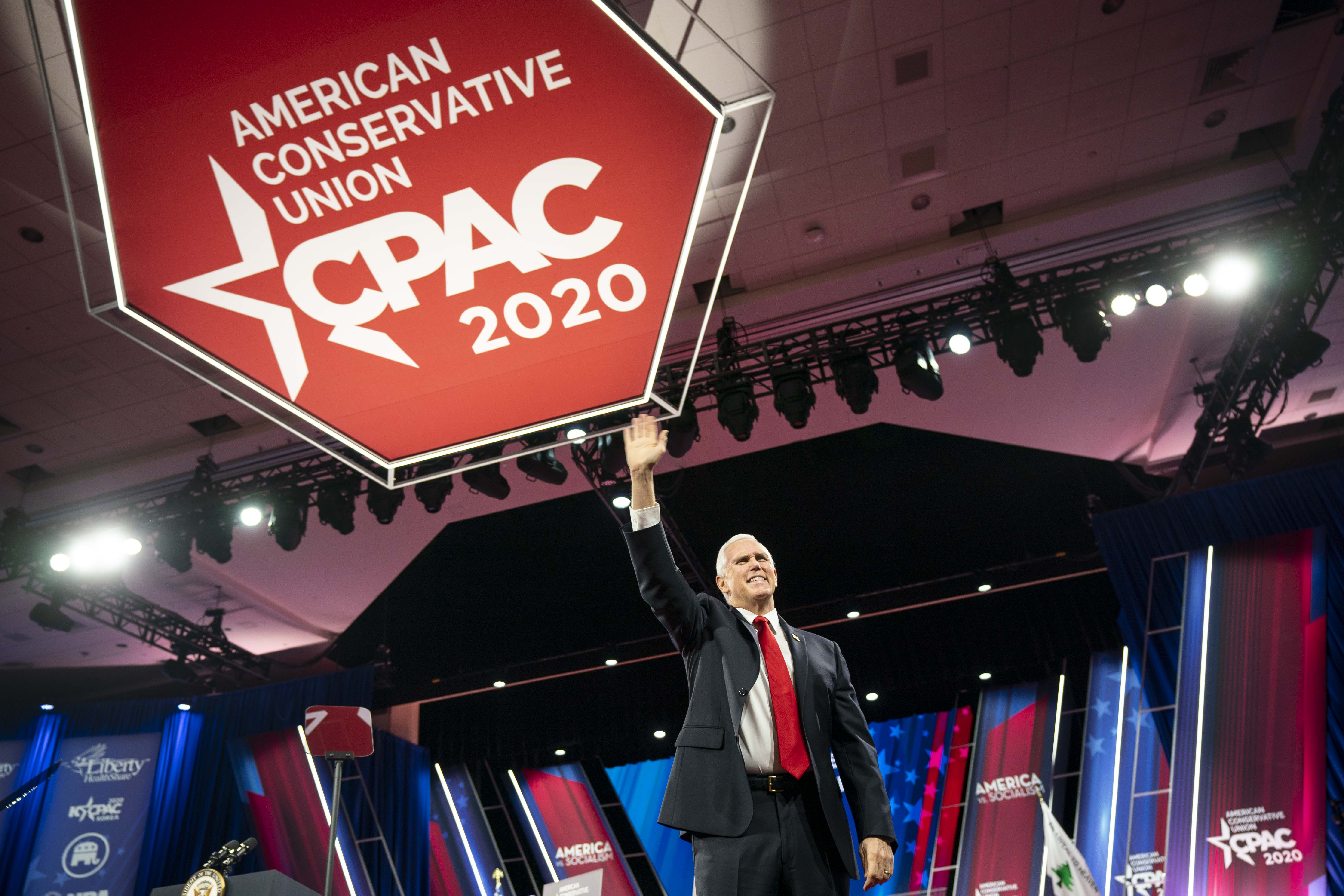
Mike Pence na CPAC de 2020, pouco antes de Baron Cohen interromper seu discurso.

No mesmo mês, Baron Cohen viajou para Macon, Geórgia, para enganar os participantes de um baile de debutantes falso, dizendo aos organizadores que ele estava filmando uma história coming-of-age. No início de julho de 2020, Baron Cohen conseguiu uma entrevista falsa com Rudy Giuliani, advogado de Donald Trump, apenas para aparecer durante a conversa usando um biquíni rosa; Giuliani chamou a polícia. Poucas semanas depois, ele foi flagrado fazendo pegadinhas em um comício de arma de fogo em Olympia, Washington, levando os participantes a cantar junto uma música original com letras racistas e entrevistando membros da multidão.
No mês seguinte, ele foi flagrado em Los Angeles vestido como Borat e filmando, levando a especulações do público de que o próximo projeto de Baron Cohen era uma continuação de Borat. Em dois dias de filmagem, Baron Cohen foi obrigado a usar um colete à prova de balas devido às possíveis ameaças da cena.
No início de setembro de 2020, rumores começaram a circular alegando que o filme foi completamente rodado, montado e exibido para executivos da indústria cinematográfica. As cenas do vilarejo cazaque foram gravadas na Romênia.

## Lançamento
Em setembro de 2020 a Amazon Studios adquiriu os direitos de distribuição do filme e marcou a data de estreia para 23 de outubro. Baron Cohen apresentou o filme a diversas distribuidoras que não queriam o lançar devido ao seu conteúdo político. O primeiro trailer foi divulgado em 1 de outubro de 2020, confirmando que várias pegadinhas recentes de Baron Cohen haviam sido gravadas para este filme.

### Divulgação
Baron Cohen passou a utilizar redes sociais como Instagram, Tiktok e Twitter como o personagem Borat para comentar sobre a política americana na corrida eleitoral e promover o lançamento do filme. O personagem parabenizou Donald Trump por ganhar o primeiro debate presidencial antes mesmo do evento começar e também começou uma briga com Ariana Grande. O impulso nas redes sociais também envolveu uma transmissão ao vivo de jogos na Twitch e um encontro com influenciadores do YouTube. Borat também retornou ao programa Jimmy Kimmel Live!, poucos dias antes da estreia do filme.
O Amazon Prime do Reino Unido promoveu o filme projetando uma imagem de Borat em um manquíni minúsculo que lembra uma máscara facial ao lado de inúmeros lugares históricos da Escócia. Durante o segundo debate presidencial dos Estados Unidos, Baron Cohen ofereceu uma festa para assistir à estreia do filme no personagem, seguida por uma festa pós-festa composta de dance music e perguntas dos fãs por meio de um chat ao vivo. Outra manobra de publicidade envolveu um grande Borat inflável flutuando em uma barcaça ao longo de uma orla marítima de Toronto e em frente ao Palácio de Westminster em Londres. O Gigante de Cerne Abbas também foi desfigurado com uma máscara e o slogan "USE MASK. SAVE LIVE."

## Recepção

### Crítica
Borat Subsequent Moviefilm recebeu críticas "geralmente favoráveis" no agregador de críticas Metacritic, com uma média ponderada de 68/100 baseada em 48 resenhas. O consenso no Rotten Tomatoes para o filme foi que 83% dos críticos o recomendavam, baseado em 186 resenhas e uma nota média de 7,14 de 10. O consenso do website diz: "Borat Subsequent Moviefilm prova que a criação de Sacha Baron Cohen continua a ser uma ferramenta afiada para expor os mais equivocados — ou completamente repugnantes — cantos da cultura americana." A maioria das publicações disse que o filme recebeu críticas geralmente positivas, embora a BBC e a Reuters resumiram o consenso como "críticas mistas".
Eric Kohn, do IndieWire, deu ao filme uma nota A– e escreveu: "Catorze anos após sua última travessura, Borat não está exatamente acordado, mas sua hora chegou. este tipo de humor abrasador nunca foi tão essencial. Combinando ativismo com entretenimento, o melhor filme de Baron Cohen até agora nos dá novas razões para ter medo do mundo, mas também permissão para rir dele." Richard Roeper, do Chicago Sun-Times deu ao filme três de quatro estrelas e escreveu: "Catorze anos após o jornalista cazaque vir à América para fazer um documentário sobre nossa grande nação, ele está de volta aos EUA — mais velho, mais burro, muito mais famoso e possivelmente ainda mais politicamente incorreto e ofensivamente engraçado do que era em 2006."
No The Guardian, Peter Bradshaw deu ao filme três de cinco estrelas, dizendo que "ainda há algumas risadas reais e momentos políticos marcantes", mas que "supera as boas-vindas". Jesse Hassenger do The A. V. Club deu ao filme uma nota B– e disse que era "frequentemente engraçado e ocasionalmente direcionado", mas "também outra instância em que fazer as coisas como sempre foram feitas não parece mais o bastante". De maneira similar, Devika Girish do The New York Times observou como a sequência não é tão chocante ou perspicaz como o primeiro filme, resumindo: "[os] artifícios elaborados de Borat Subsequent Moviefilm não me deixaram nem entretida nem enfurecida, mas simplesmente resignada". Para o The Daily Telegraph, Robbie Collin deu duas de cinco estrelas ao filme, o chamando de "desesperadoramente surrado" e "uma série de pegadinhas malformadas, recicladas e desconexas que você suspeita que não teriam sobrevivido ao processo de controle de qualidade do original".

### Controvérsias

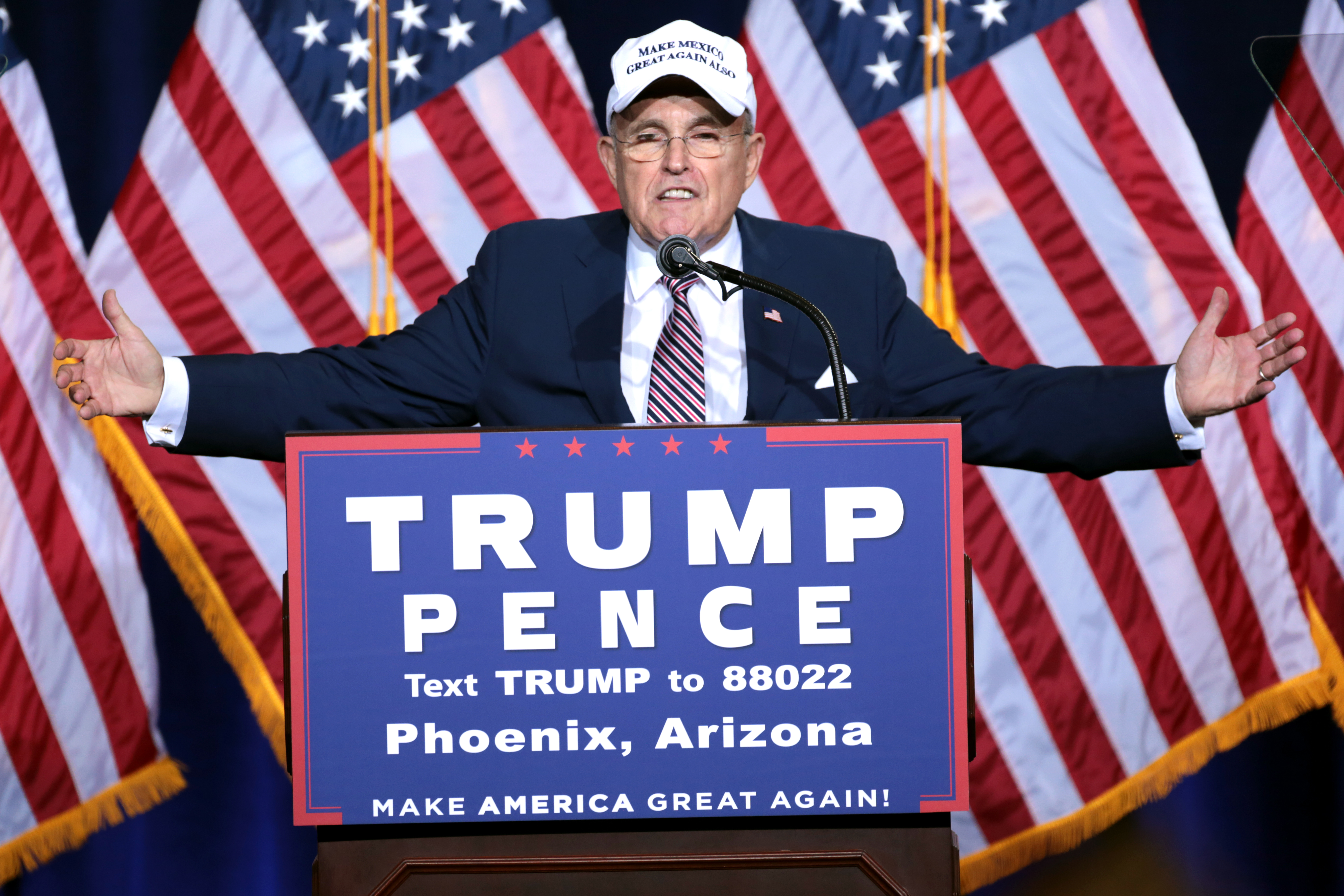
A inclusão no filme do advogado do presidente Donald Trump, Rudy Giuliani, causou controvérsia, com seus apoiadores o defendendo ao argumentar que a cena mostrada no filme foi planejada.

Os criadores do filme foram processados por fraude após incluírem uma entrevista com a sobrevivente do holocausto Judith Dim Evans. Evans faleceu antes do lançamento do filme, mas seus herdeiros moveram o processo alegando que ela não consentia com o uso comercial de sua imagem no filme. Baron Cohen alegou que saiu do personagem para reduzir a preocupação dela com os comentários antissemitas que Borat faz.
Rudy Giuliani foi criticado pelas suas atitudes em uma cena em que ele coloca as mãos dentro das calças na frente da atriz Maria Bakalova, que estava se passando por uma jornalista adolescente. Após uma entrevista em um quarto de hotel, a dupla vai para o quarto, onde Giuliani solicita o endereço e o número de telefone de Bakalova antes que ela remova o microfone de Giuliani, tirando sua camisa de dentro das calças no processo. Giuliani deita-se na cama e enfia a mão na calça. O encontro é interrompido por Baron Cohen, que invade o cômodo como Borat e diz "Ela tem quinze anos. É velha demais para você." Giuliani negou as acusações de que teria agido de maneira imprópria e disse que estava tentando colocar a camisa para dentro da calça. Giuliani disse que as acusações eram uma forma de tentar manchar sua imagem devido ao escândalo Trump-Ucrânia de 2019. Embora a cena tenha sido filmada meses antes da controvérsia, uma imagem da cena foi à público dias após a divulgação dos supostos emails de Hunter Biden, filho de Joe Biden, por Giuliani, antes do lançamento do filme. A polêmica sobre o que aconteceu na cena levou Baron Cohen a gravar um breve vídeo como Borat a respeito de Giuliani. Em uma entrevista fora do personagem ao Good Morning America, Baron Cohen comentou sobre a cena: "É o que é. Ele fez o que fez." Durante a campanha, Donald Trump chamou Baron Cohen de "cretino" "sem graça". Baron Cohen o agradeceu pela "publicidade" gratuita.
O personagem de Borat gerou polêmica no Cazaquistão, com o filme original sendo censurado por um período e o website oficial de Baron Cohen bloqueado no país. Antes do novo filme, os cazaques levaram o assunto ao Twitter ao usar a hashtag #CancelBorat (#CanceleBorat). Uma petição online pedindo o cancelamento do filme obteve mais de 100 000 assinaturas e pequenos protestos reunidos em frente à embaixada americana em Almaty no dia da estreia. Cazaques e ocidentais renovaram as críticas de que o personagem usa a comédia para "derrubar", incomodando os cazaques mais marginalizados, zombando arbitrariamente de seus sotaques e estereotipando-os.